# Kevin Paffrath
Kevin Paffrath (* 28. Januar 1992) ist ein deutsch-US-amerikanischer Webvideoproduzent, Immobilienmakler und Politiker. Er betreibt den Kanal Meet Kevin auf YouTube. Paffrath war ein Kandidat der Demokraten für die Nachfolge von Gavin Newsom bei der erfolglosen Recallwahl des Gouverneurs in Kalifornien 2021 und belegte den zweiten Platz in einem Feld von 46 Ersatzkandidaten.

## Laufbahn
Paffrath wurde in Deutschland geboren, seine Eltern wanderten von Wuppertal in die Vereinigten Staaten aus, als er 13 Monate alt war, und seine Eltern ließen sich scheiden, als er sechs Jahre alt war. Paffrath besuchte das Ventura College und anschließend die University of California, Los Angeles (UCLA), an der UCLA studierte er Wirtschaftswissenschaften, Rechnungswesen und Politikwissenschaften. Paffrath erwarb 2010 seine Immobilienlizenz und kaufte im selben Jahr mit seiner zukünftigen Frau Lauren ein Abbruchhaus, das sie renovierten. Danach begannen sie, weitere Häuser zu renovieren und zu vermieten. Bis 2021 erwarb Paffrath laut eigenen Angaben mehr als 20 Immobilien.
Paffrath startete seinen YouTube-Kanal Meet Kevin im September 2010. Der Kanal erreichte im Dezember 2020 1 Million Abonnenten und hatte im September 2021 über 1,7 Millionen Abonnenten. Auf dem Kanal gibt Paffrath Tipps für Geldanlage und Finanzmanagement, mit jüngeren Menschen als Hauptzielgruppe. Häufige Gesprächsthemen sind der Aktienmarkt, der Immobilienmarkt und Kryptowährungen. Im August 2021 berichtete CNBC, dass Paffrath in den vorherigen 12 Monaten fast 10 Millionen Dollar mit YouTube verdient hatte.

### Politische Karriere
Am 17. Mai 2021 kündigte Paffrath seine Kandidatur als Demokrat bei der Recallwahl des Gouverneur von Kalifornien 2021 an, die am 14. September 2021 stattfanden und bei denen der amtierende Gouverneur Gavin Newsom letztlich nicht abberufen wurde. Paffrath war einer von neun demokratischen Kandidaten für die Nachfolge von Newsom, die sich für die Wahl qualifiziert hatten, von insgesamt 46 Kandidaten; die geringe Anzahl von Demokraten wurde auf die Strategie der Demokratischen Partei Kaliforniens zurückgeführt, die sich darauf konzentrierte, die Abberufung zu vereiteln und etablierte demokratische Kandidaten davon abhielt, ins Rennen zu gehen.